# Dictionary of Canadian Biography
Il  Dictionary of Canadian Biography (Dizionario biografico del Canada), abbreviato con DBC, è un dizionario in lingua inglese che presenta più di 8.000 biografie relative a personalità della storia canadese.
Il progetto fu promosso nel 1959 dall'imprenditore e uomo d'affari James Nicholson, che desiderava realizzare una versione nazionale equivalente al Dictionary of National Biography del Regno Unito. Nello stesso anno, iniziò una collaborazione fra l'Università di Toronto e l'Università Laval, che diede vita alla prima edizione del dizionario nel 1966.
A partire dal 1989, la direzione fu affidata allo storico canadese George Ramsay Cook (1931-2016), al quale fu affiancato Réal Bélanger in qualità di direttore generale aggiunto.

## Storia editoriale
- Volume I, dal 1000 al 1700, prima edizione nel 1966, nuova edizione corretta nell''86.
- Volume II, 1701-1740, prima edizione nel 1969, corretta nel '91.
- Volume III, 1741-1770, pubblicati nel 1974.
- Volume IV, 1771-1800, ed. 1980.
- Volume V, 1801-1820, ed. 1983.
- Volume VI, 1821-1835, ed. 1987.
- Volume VII, 1836-1850, ed. 1988.
- Volume VIII, 1851-1860, ed. 1985.
- Volume IX, 1861-1870, ed. 1977.
- Volume X, 1871-1880, ed. 1972.
- Volume XI, 1881-1890, ed. 1982.
- Volume XII, 1891-1900, ed. 1990.
- Volume XIII, 1901-1910, ed. 1994.
- Volume XIV, 1911-1920, ed. 1998.
- Volume XV, 1921-1930, ed. 2005.